# موتور منصوراسماعیل‌زهی کلوکاه
موتور منصوراسماعیل‌زهی کلوکاه روستایی در دهستان شورو بخش کورین شهرستان زاهدان استان سیستان و بلوچستان ایران است.

## جمعیت
بر پایه سرشماری عمومی نفوس و مسکن در سال ۱۳۹۵ جمعیت این روستا ۶۶ نفر (۱۳خانوار) بوده‌است.